# Raduga KSR-5
El Raduga KSR-5 (nombre de informe de la OTAN: AS-6 Kingfish) fue un misil de crucero y misil antibuque de largo alcance lanzado desde el aire desarrollado por la Unión Soviética. Era esencialmente una versión reducida del Kh-22 'Kitchen', construido para ser transportado por el Tupolev Tu-16.

## Variantes

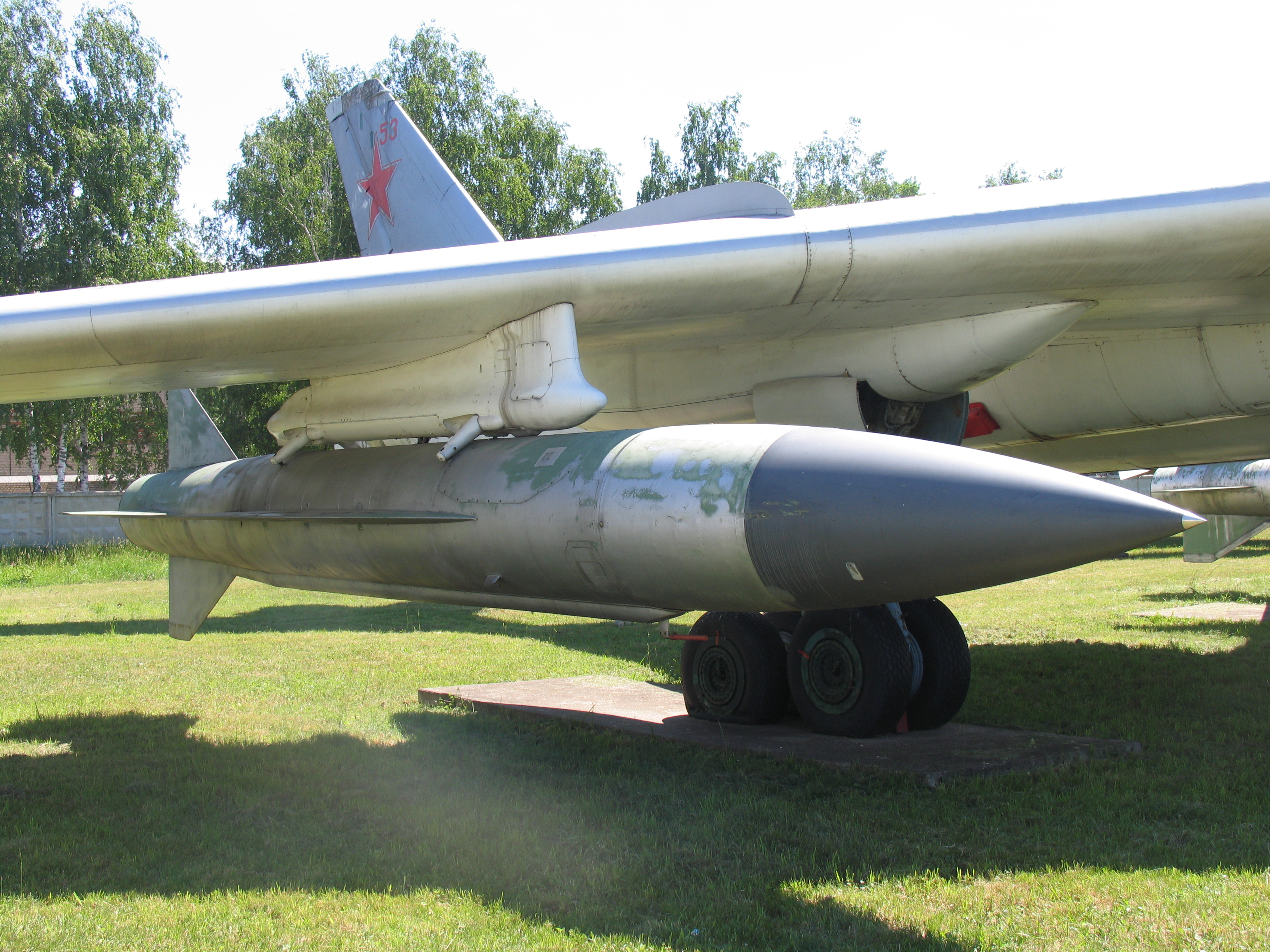
Tu-16 con KSR-5 bajo el ala

El Raduga KSR-5 se desarrolló en variantes para ser desplegado como misil de ataque terrestre y misil antibuque. El misil fue diseñado para ser equipado con una ojiva convencional o nuclear.

## Historial operativo
El Raduga KSR-5 se desplegó a bordo de aviones soviéticos como el Tupolev Tu-16 'Badger' en las variantes Tu-16K-26, Tu-16KSR-2-5 y Tu-16KSR-2-5-11, así como el Tu-22M contraproducente. Después de 1991, con el retiro del Badger, el armamento KSR-5 se convirtió en objetivos supersónicos.